# Anthurium magnificum
Anthurium magnificum là một loài thực vật có hoa trong họ Ráy (Araceae). Loài này được Linden miêu tả khoa học đầu tiên năm 1865.

## Hình ảnh

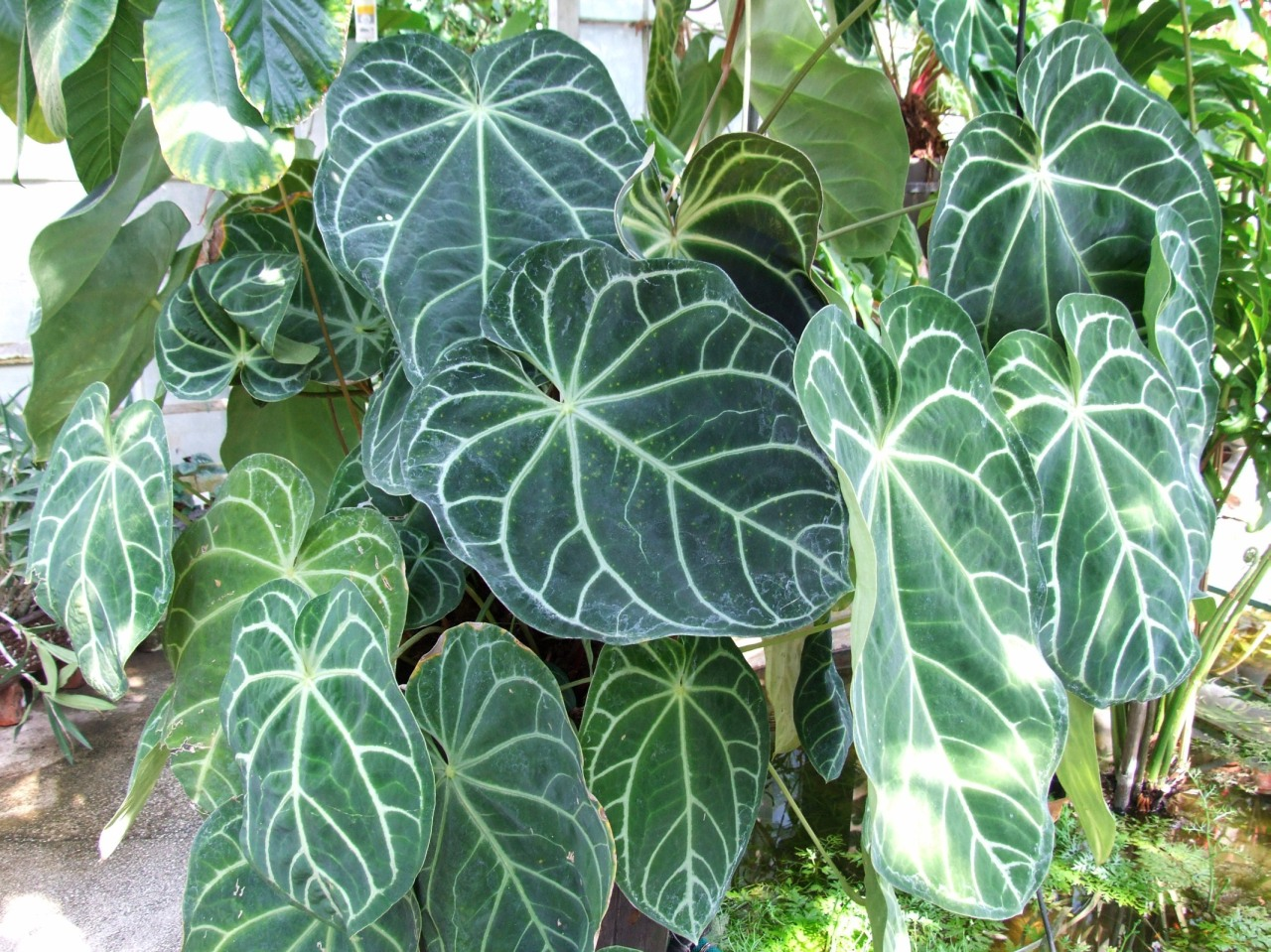
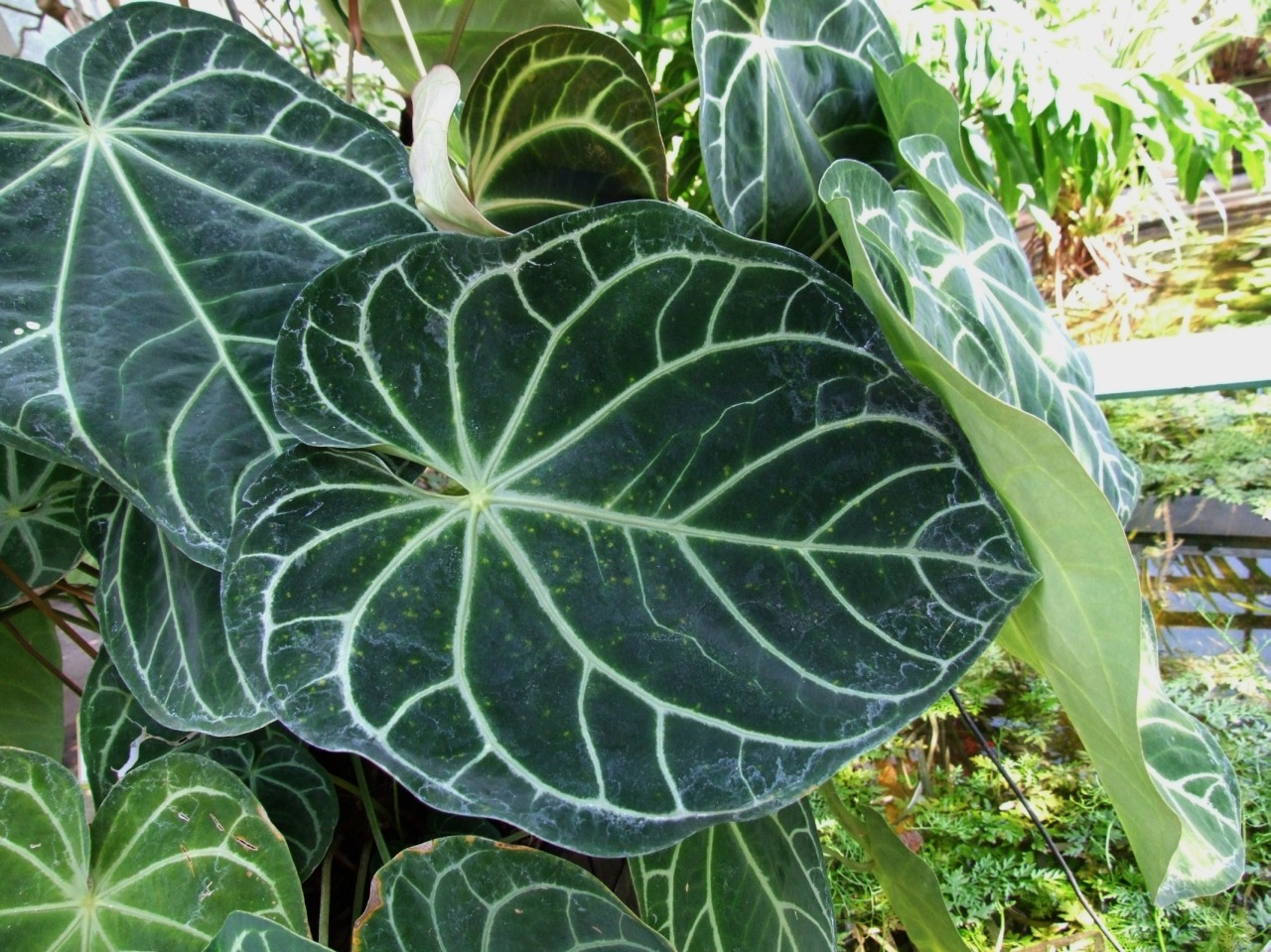